# 特許法の歴史
特許法の歴史（とっきょほうのれきし）では、特許法の歴史について述べる。
特許法の歴史は、一般には、1474年ヴェネツィア共和国の発明者条例がその始まりであると考えられている。

## 前史
古代ギリシャにおいて、ある種の特許権が認められた証拠がある。紀元前500年には、現在のイタリア南部にあったギリシャの植民都市シュバリスで、「贅沢品におけるあらゆる改良を発見すべきすべての人々に励みとなるものとなる、1年間特許によりその発明者に確保されたところから生じた利益が約束されていた」。アテナイオスは3世紀にPhylarchusの記述を引用し、シュバリスにおいて独創的な料理の創作者たちに1年間排他的権利を認めた、と記した。
イングランドでは、請願し、承認された発明者らに対し、君主により開封特許状の形式で裁可が賦与された。1331年にジョン・ケンペと彼の会社に対して賦与された裁可は、イングランドの産業にとある新しい産業を知らせるという公然たる目的を持ってなされた国王の裁可の、最も早く法的に認められた例である。これらの開封特許状は受領者に特定の商品の製造あるいは特定のサービスの提供に対する独占を与えた。他にも1449年にヘンリー6世が開封特許状によりフラマン人John of Utynamに彼の発明に対し20年間の独占を認めた例がある。
イタリアにおける最初の特許は1421年にフィレンツェ共和国で授与された。フィレンツェの建築家フィリッポ・ブルネッレスキは、アルノ川に沿って大理石を運搬するために用いられた巻き上げ用の歯車を有するはしけに対し3年間の特許を受けた。

## 近代特許制度の発展
1450年にヴェニスにおいて、潜在的な侵害者たちからの法的な保護を得るためには、新規かつ独創的な装置は共和国に申し出なければならない、との布告を出し、特許はシステマティックに認められるようになった。保護期間は10年であった。これらの保護は主にガラス製造の分野でなされた。ヴェネツィア人は移住すると、彼らの新たな故国で特許による同様の保護を求めた。これが特許制度の他国への拡散につながった。

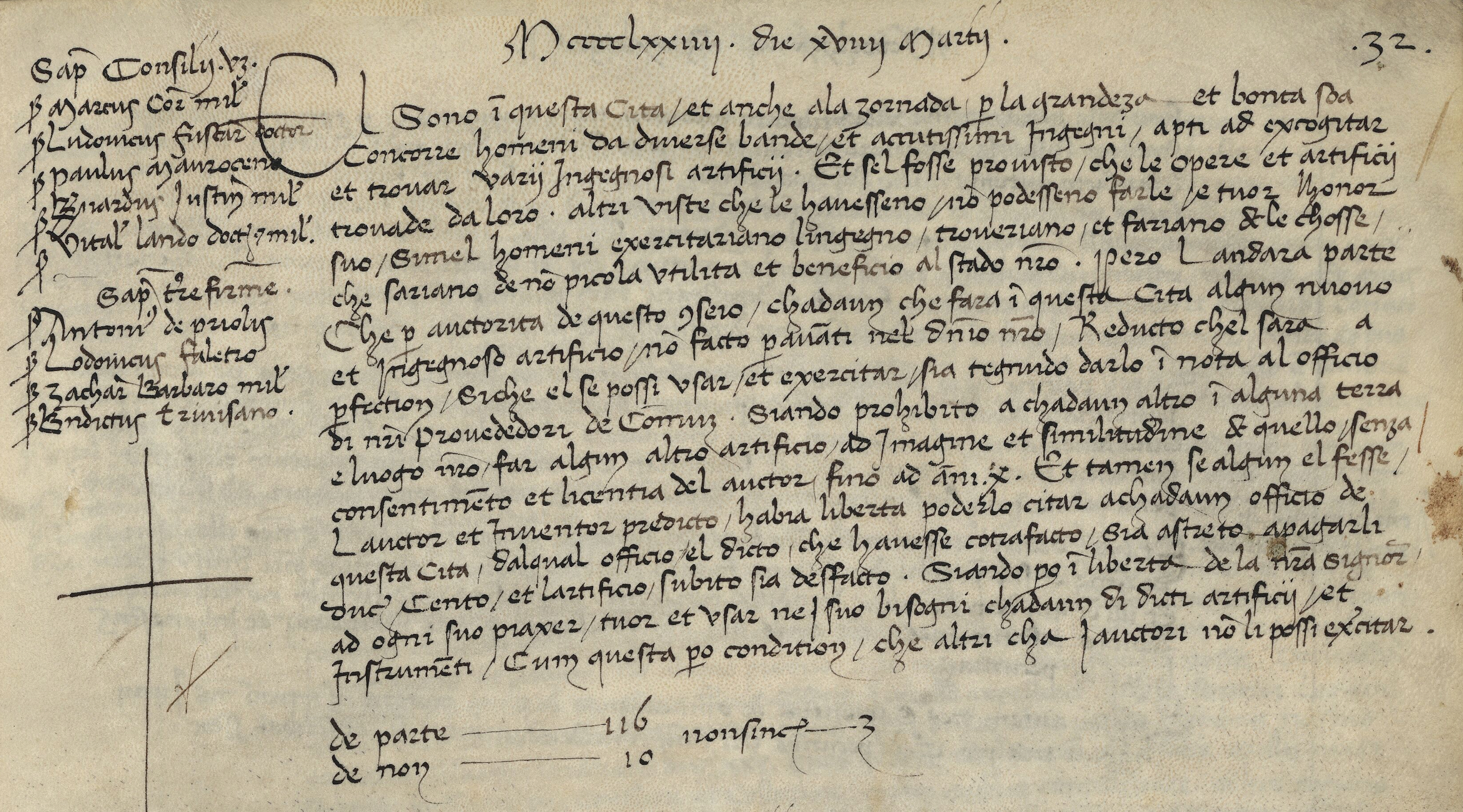
1474年に元老院によって公布されたヴェネツィア共和国の発明者条例。これは世界最古の特許制度の1つである。

1555年、アンリ2世は特許に発明の解説書の公開という概念を取り入れた。最初の特許「明細書」は "Usaige & Description de l'holmetre"（一種のレンジファインダー）についての発明者Abel Foullonに対するものであり、その発行はそれに係る特許の存続期間が1561年に終了した後まで延期された。特許はthe monarchyおよび、「王の館」やパリ高等法院のような他の機関により認められた。その発明の新規性の有無は科学アカデミーが審査した。ダイジェストは1729年から不定期に公表され、その遅れは60年に達した。審査は、その発明の解説書を公表する必要がなく秘密裡になされた。その発明の現実の使用は公衆への十分な開示とみなされた
イングランドの特許制度は、中世に生まれた初期の制度から、発明の創作を刺激するために知的所有権を認める最初の近代の特許制度へと進化した。これは産業革命が現れ興隆することができた非常に重要な法的な基礎であった。
16世紀までに、イングランド国王はいつも好意を持っている人々（またはそのための金を支払う準備ができている人々）に対して独占のために開封特許状を賦与するようになった。『イギリス法釈義』はなぜ「開封特許状」（letters patent、ラテン語：literae patentes、「開いた状態で置かれている証書」の意）がそのように呼ばれるのかについて、読むためにはその封を破らなければならないある特定の人物に宛てられた封緘特許状 (letters close) とは対照的に、それらは、「これらの証書が届くことになっているすべての人々」に宛てられており、封印を破ることなく読まれることができたものである、その書類の下部にその封印が垂らされているからであるとも説明している。
この力は国王が金を工面するため幅広く濫用され、国王はあらゆる種類の日用品（たとえば、塩）に関する特許を賦与した。その結果として、裁判所が特許が賦与される可能性のある状況を制限し始めた。大衆の激しい抗議の後、ジェームズ1世は強制されて、すべての既存の独占を無効にした。また、それらが単に「新規な発明の事業」に使用されることを宣言した。これは専売条例に取り入れられ、国王が発明者たちまたは原発明の紹介者たちに一定の年数の間開封特許状を発行することができるにすぎないよう議会が国王の力を明示的に制限した。同条例は、
開封特許状および裁可がなされている期間においては、他人は使用してはならない当該製品の真実かつ最先の発明者および発明者たちに与えられる本王国内において新規な製品の唯一のあらゆる製造方法または動作方法
を除いてすべての既存の独占および義務の免除を無効にもした。同条例はイングランドその他の国々において特許法における後の発展の基礎となった。

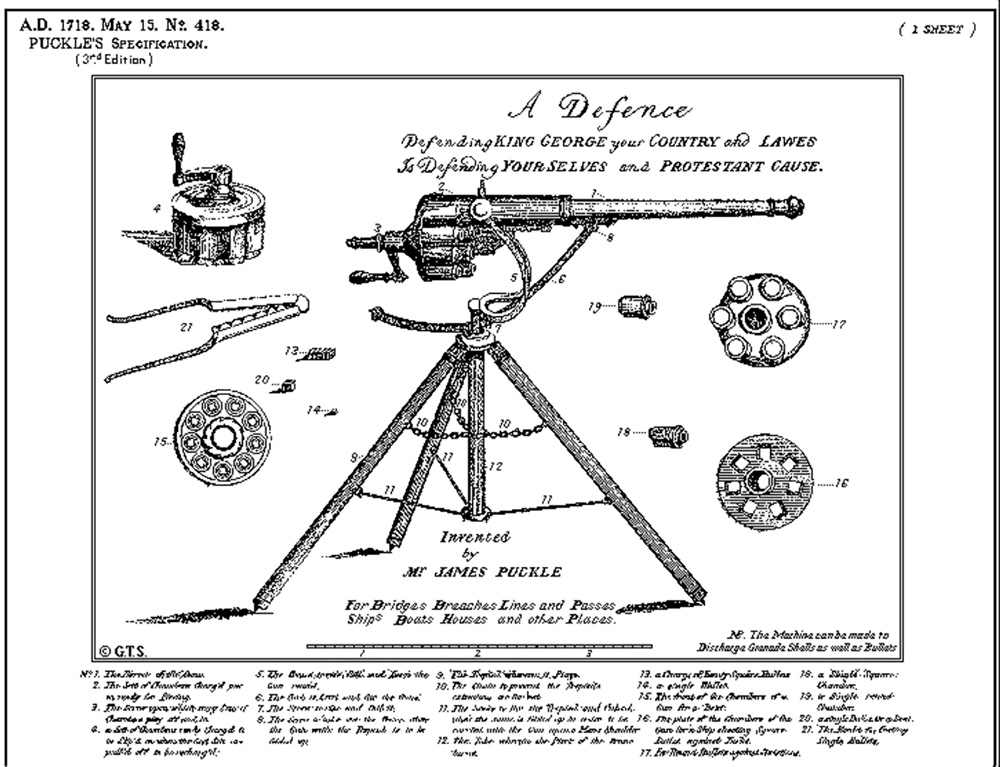
ジェームズ・パックルに与えられた1718年の初期の機関砲についての特許は特許を受けるために明細書を提供することが求められた最初の特許である。

18世紀に、特許法についての司法解釈のゆっくりとした歩みを通じて、同法における重要な発展が出現した。アン女王の代に、特許出願に対し、公衆が利用できるようその発明の動作原理の完全な明細書により補完することが要求された。彼の蒸気機関のためジェームズ・ワットにより取得された特許にまつわる1796年の法廷闘争は、既存の機械の改良に対して特許が付与されうるという原則および具体的に実用化がされているわけではないアイデアや原理も合法的に特許されうるという原則を確立した。
この法制度はアメリカ合衆国、ニュージーランドおよびオーストラリアを含むコモン・ローの流れをくむを有する国々における特許法の基礎となった。13植民地では、発明者たちは定められた植民地議会への請願により特許を得ることができた。北アメリカおける最初の特許は、1641年マサチューセッツ湾植民地総議会によりSamuel Winslowのある新しい製塩工程に対して認められた。
18世紀の終わり頃、ジョン・ロックの哲学に影響され、特許の承認は単なる経済特権の獲得というよりむしろ知的所有権の一形式として考えられるようになった。この時期には当時の特許法の負の側面、すなわち、その市場を独占し他の発明者たちの改良を封じるための特許という特権の乱用、も現れてきた。裁判所を通じてリチャード・トレビシックなどの競争相手を追いまわし、同社が保有する特許の有効期限が切れるまで蒸気機関の改良が実現しないようにしたボールトン・アンド・ワット社の振る舞いがこの顕著な一例であった。

## 強化
現代のフランスの特許制度はフランス革命のさなか1791年に生まれた。発明者の権利は自然権の1つと考えられていたため、特許は無審査で認められていたなお、1969年改正で審査主義に移行した。特許の費用は非常に高く、500フランから1500フランであった。輸入特許は外国から来た新しい装置を保護した。フランス特許法は1844年に改正され、費用は低減され、輸入特許制度は廃止された。なお、同改正では、特許された製品が現実には登録要件を満たしていることを保証するものではない旨の記載「Breveté S.G.D.G」が導入された。

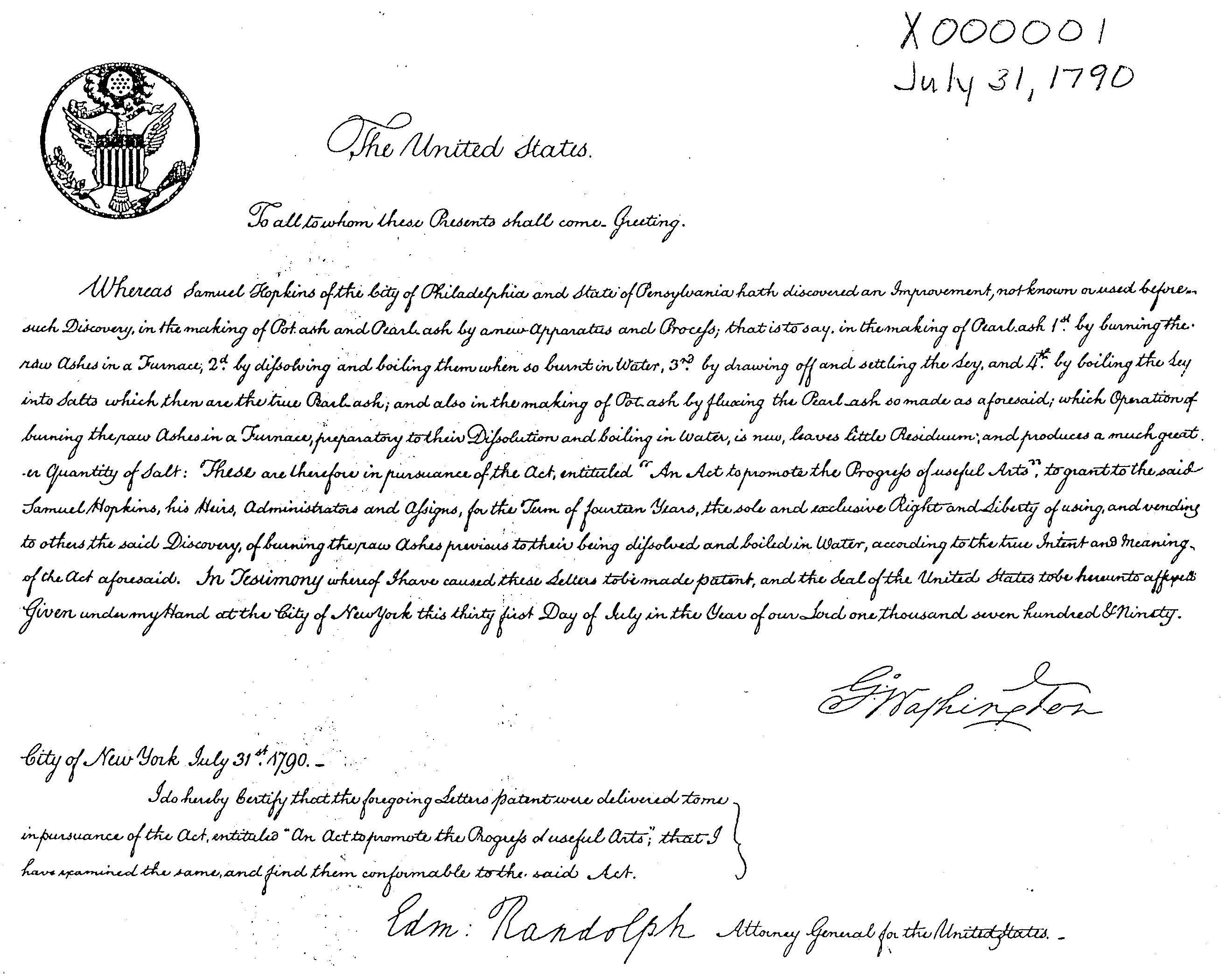
1790年、初めての米国特許はサミュエル・ホプキンスに認められた。

アメリカ合衆国憲法の特許・著作権条項は1787年にジェームズ・マディソンとチャールズ・コーツワース・ピンクニーにより提案された。マディソンは『ザ・フェデラリスト』第43篇に「当該条項の有用性はほとんど疑われないであろう。グレートブリテンにおいて、著作者らが有する著作権はコモン・ロー上の権利であると正式にみなされてきた。同じ理由から有用な発明に対する権利はその発明者らに属するものと思われる。公共財は著作権と特許法の両方の場合において個々人の権利と完全に一致する。」と書いた。
アメリカ合衆国で最初に成立した特許法は、1790年4月10日に成立した「An Act to promote the progress of useful Arts」である。そして、アメリカ合衆国における最初の特許は1790年7月31日にサミュエル・ホプキンスによる炭酸カリウムの製造法に認められたものである。
この最初の特許法は、その特許出願と共に発明の実動模型1個を提出することを要求した。特許出願は、発明者に特許が付与される資格があるかどうかを判断するために審査された。実動模型のための要件は事実上やめになった。1793年に、説明書が提出されれば自動的に特許が認められるよう特許法が改正された。独立した官庁である特許庁が1802年に発足した。
特許法は1836年にも改正され、特許出願の審査が再度導入された。1870年、連邦議会は既存の法律を主に改革し再規定する法律を可決したが、特許庁のために規定および規則を立案する権限を特許庁長官に与えるような、いくつかの重要な変更を加えもした。

## 批判
イギリスでは、自由貿易経済という経済哲学が優勢になった影響により、1850年代には、特許法は研究を妨害し公共の利益を犠牲にして少数の者のためになる、として批判されるようになった。特許制度に反対する運動は著作権制度にも拡大され、歴史家エイドリアン・ジョンズによれば、「今日までの知的財産権に反対する企ての中で最強のものであり」、もう少しで特許制度が廃止されるところまでいった、とする。
その最も著名な活動家たち ― イザムバード・キングダム・ブルネル、ウィリアム・ロバート・グローブ、ウィリアム・アームストロングおよびロバート・マクフィー ― は発明家たちや起業家たちであり、急進的な自由放任主義を信奉する経済学者たち（『エコノミスト』は特許制度に反対する意見を公表していた）、法学者たち、（特許が研究を妨害していることを危惧している）科学者たちおよび製造業者たちに支持されてもいた。ジョンズは彼らの主な主張のいくつかを次のようにまとめている。
（特許は）その単一の発明者の人工的な偶像を投影し、知的公有物の役割を徹底的に中傷した。そして、他の市民のためのこの公有物への道をふさいだ。その道があるために、市民はまったく潜在的な発明者でもある。（中略）特許権者たちは公有地の不法占拠者に等しい、いや、公道の真ん中に彼らの荷を置き人々の通行の妨げる気の利かない市場の商売人に等しいと言った方が良いだろう。
その時代、フランス、プロイセン、スイスおよびオランダなど他のヨーロッパ諸国においても類似の論争が起こった。自由貿易と矛盾する国家が認めた独占としての特許への批判に基づき、オランダは（1817年に成立していた）特許法を1869年に廃止した。再度制定されたのは1912年であった。スイスでは、特許制度に対する批判により特許法の導入が1907年まで遅れた。
イギリスでは、多くの公開の場での討論にもかかわらず特許制度は廃止されなかった。もっとも、1852年改正特許法により改善がなされた。特許を取得するための手続きが単純化されて費用は削減され、イングランドおよびウェールズならびにスコットランドで異なる組織であったところをイギリス全体で1つの部局とした。フランスも同様に、1860年代に議論が巻き起こり、法改正がなされた。